# Виолета Ивковић
Виолета Ивковић (рођена 1957. у Београду) српска је новинарка и књижевница.

## Биографија
Виолета Ивковић студирала је енглески језик и књижевност на Универзитету у Оксфорду. Након завршених студија започела је своју новинарску каријеру специјализујући се за нове информационе и комуникационе технологије. Током своје новинарске каријере написала је бројне чланке за часописе као што су Mikro PC World, SCiTech и Com&GSM. Иако пензионисана, Виолета предаје на годишњој радионици креативног писања „ПричАрт”. Виолета је стални сараднике радио-емисије „Заир” (Закон акције и реакције) посвећене технолошким комуникацијама и реакцијама људи на хај-тек.
Њено прво дјело, Моји су другови, збирка је имејлова, а обухвата перод од марта до јуна 1999. године, за вријеме НАТО бомбардовања СР Југославије. Њена новија књига Блогерка прати причу тинејџерке Ане, која пише блог у коме описује своје осјећаје, жеље и снове. Живи са својом мајком и сестром, њени родитељи су разведени, али их отац често посјећује. Тинејџерка је носталгична за временом када су сви живјели заједно.
Виолета је добитница награде Мали Немо 2009. године за свој роман Трпезарија.

## Дјела
- Моји су другови (1999,  76483852)
- Живот у љубичастом: Интернет приче (2001,  90419980)
- Трпезарија (2009,  978-86-7972-044-3)
- Огризак ноћи (2010,  978-86-88463-04-1)
- Острво (2013,  978-86-83741-34-2)
- Блогерка (2018,  978-86-533-0016-6)
- Бетон (2019,  978-86-87115-19-4)